# Mary Alexander
Mary Spratt Provoost Alexander (16 de abril de 1693-18 de abril de 1760) fue una comerciante colonial influyente de Nueva York.

## Juventud
Mary nació en Nueva York el 16 de abril de 1693. Era la hija de John Spratt (c. 1650/97) y María de Peyster (1659 hasta 1700), que eran ambos de familias prominentes de la época colonial de nueva York.  Su padre, John Spratt, había nacido cerca de Glasgow, Escocia, y se convirtió en comerciante de Nueva York y en orador en la asamblea irregular durante la Rebelión de Leisler en 1689.
Su madre, María de Peyster, procedía de una respetada familia holandesa de orfebres. Entre los hermanos de su madre había Abraham de Peyster, el vigésimo alcalde de Nueva York; Johannes de Peyster, el vigésimo tercero alcalde de Nueva York, y Elizabeth de Peyster, que se casó con John Hamilton, gobernador provincial de Nueva Jersey. Su madre se casó primeramente con Paulus Schrick y, posteriormente, se volvió a casar con John Spratt en 1687. Tras la muerte de Spratt en 1697, se desposó con David Provoost (1670 hasta 1724), un comerciante de Huguenot, ascendente holandés que también fue alcalde de la ciudad de Nueva York, en concreto el vigésimo cuarto. Tras la muerte de la madre de Mary en 1700, los niños Spratt fueron a vivir con su abuela materna. Su abuelo materno fue Johannes de Peyster Sr. (C. 1600-c. 1685), un comerciante holandés que emigró a Nueva Ámsterdam.

## Carrera
La vida de Mary se dividía entre ocuparse de su creciente familia, continuar con las empresas mercantiles de Provoost y apoyar la carrera política de su marido.  Mary tuvo un papel fundamental en el caso de John Peter Zenger. Viajó a Filadelfia y convenció el prominente abogado Andrew Hamilton para que representara a Zenger en su caso de difamación rn Nueva York.
Bajo su liderazgo, el negocio de Provoost creció mucho. Importaba mercancías a gran escala de forma que se decía que tan pronto un barco atracaba en Nueva York ella se hacía con las mercancías. Vendía estos productos en su propio comercio. Durante las guerras franco-indias, suministró a la expedición militar de William Shirley a Niágara, alimentos, herramientas, cañones y barcos. En 1743 su fortuna se estimó en 100.000 libras. Vivía con su familia en una mansión en Broad Street. Uno de sus hijos, William Alexander, Lord Stirling, se convirtió en su socio comercial.
Los Documentos de Alexander se conservan en la Biblioteca de la Sociedad Histórica de Nueva York con los registros del negocio mercantil.

## Familia
El 15 de octubre de 1711, Mary Spratt, de diecisiete años, se casó con Samuel Provoost, un hermano menor del tercer marido de su madre. Samuel Provoost era mercader, importador de productos secos y agente inmobiliario. Mary invirtió su herencia en su empresa comercial. Tuvo tres hijos con Provoost: Mary Provoost (1712-1713), que murió joven; David Provoost (1715-1741), y John Provoost (1714-1767), que se casó en 1714 con Eva Rutgers (1719-1788), hija de Harman Rutgers y tía de Henry Rutgers.
El 5 de junio de 1721 Mary Spratt Provoost se casó con James Alexander (1691-1756), prominente abogado y político. Alexander había emigrado a América en 1715 y se convirtió en uno de los principales abogados de la ciudad de Nueva York. Mary Alexander tuvo siete hijos con su segundo marido: Mary Alexander II (1721-1767), que se casó en 1739 con Peter Van Brugh Livingston (1710-1792), hijo de Philip Livingston y hermano del gobernador William Livingston; James Alexander (1723-31), que murió joven; William Alexander (1725-1783), que en 1748 se casó con Sarah Livingston (1725-1805), una hija de Philip Livingston; Elizabeth Alexander (1726-1800), que se casó con John Stevens (1715-1792), el vicepresidente del Consejo Legislativo de Nueva Jersey; Catherine Alexander (1827/01), que se casó con Walter Rutherfurd (Escocia, 1958-1804); Anna Alexander (1731-1736), que murió joven, y Susannah Alexander (1737-1777), que se casó con John Reid (1721 a 1807), general del ejército británico y fundador de la cátedra de música de la Universidad de Edimburgo.
Marya Alexander murió el 18 de abril de 1760. Fue enterrada junto con su marido en la tumba de la familia en la Trinity Church, en Wall Street. Es indicativo de su influencia social que participaran en su funeral los gobernadores de Nueva York y Nueva Jersey.

### Descendencia
Mary Alexander fue miembro de la Iglesia Reformada Holandesa, pero más tarde se unió a la iglesia anglicana. Su hijo John fue el padre de Samuel Provoost (1742-1815), primer obispo episcopal protestante de Nueva York.
A través de su hija Mary fue abuela de 12 nietos, entre ellos Philip Peter Livingston (1840-10).
Su hijo William tuvo tres hijos: William Alexander, Mary Alexander, que se casó con un rico comerciante llamado Robert Vats de Nueva York, y Catherine Alexander, que se casó con el congresista William Duer (1747/99).
A través de su hija Elizabeth, fue la abuela de John Stevens III (1749-1838), abogado, ingeniero e inventor que construyó la primera locomotora de vapor de Estados Unidos y el primer ferry de vapor, y Mary Stevens (muerta en 1814), que se casó con Robert R. Livingston, uno de los tres firmantes del tratado de la Compra de Louisiana (1803).
A través de su hija Catherine, fue la abuela de John Rutherfurd (1760-1840), un miembro federalista de Nueva Jersey del Senado de los Estados Unidos, en el que sirvió desde 1791 hasta 1798. Se casó con Helena Magdalena Morris (1762-1840), hija del congresista Lewis Morris de Morrisania.